# Aldinac
Aldinac (Kyrillisch: Алдинац [ˈaɫd̪inat͡s] ) ist ein Dorf in der Opština Knjaževac und im Okrug Zaječar im Osten Serbiens.

## Geographie
Aldinac liegt am südlichen Ausläufer der Karpaten, im südlichen Teil der Region Timočka Krajina.

## Einwohner
Laut Volkszählung 2002 (Eigennennung) gab es 26 Einwohner. Davon waren alle Serbisch-Orthodoxe Serben.
Weitere Volkszählungen:
| 1948 | 1953 | 1961 | 1971 | 1981 | 1991 | 2002 | 2011 |
| ---- | ---- | ---- | ---- | ---- | ---- | ---- | ---- |
| 847  | 744  | 611  | 391  | 151  | 75   | 26   | 16   |